# Casa de Moneda de Finlandia
La casa de la moneda de Finlandia (en finés: Suomen Rahapaja, en sueco: Myntverket i Finland) es casa de moneda nacional de Finlandia. Fue establecida por el zar Alejandro II de Rusia en 1860 cuando el marco finlandés o markka se convirtió en la moneda oficial del Gran ducado de Finlandia. La casa de la moneda estaba ubicada en el distrito de Katajanokka en Helsinki y en 1988 se inauguró un nuevo centro de producción en Vantaa. La Casa de la moneda de Finlandia ha sido una compañía pública limitada desde 1993. Es propietaria de la casa de la moneda de Suecia, el Myntverket, y posee la mitad de las acciones de la Casa de la moneda Real Noruega.
La casa de la moneda de Finlandia ha producido monedas de euro para Estonia, Grecia, Luxemburgo, Eslovenia, Chipre e Irlanda así como las monedas de la Corona sueca desde 2008, terminando con más de mil años de tradición en la fabricación de moneda en Suecia.